# 3-溴噻吩
3-溴噻吩是一种有机化合物，化学式为C4H3BrS。它是无色液体，是抗生素特美汀和血管扩张剂西替地尔的前驱体。

## 制备
和2-溴噻吩不同，3-溴噻吩不能通过噻吩的直接溴化制得。它可通过2,3,5-三溴噻吩的脱溴反应得到，而三溴噻吩通过噻吩的溴化反应制备。